# Betzenweiler
Betzenweiler är en kommun i Landkreis Biberach i det tyska förbundslandet Baden-Württemberg. Folkmängden uppgår till cirka 800 invånare, på en yta av 9,68 kvadratkilometer.
Kommunen ingår i kommunalförbundet Bad Buchau tillsammans med staden Bad Buchau och kommunerna Alleshausen, Allmannsweiler, Dürnau, Kanzach, Moosburg, Oggelshausen, Seekirch och Tiefenbach.

## Befolkningsutveckling
| Befolkningsutvecklingen i Betzenweiler 1975–2015 | Befolkningsutvecklingen i Betzenweiler 1975–2015 | Befolkningsutvecklingen i Betzenweiler 1975–2015 | Befolkningsutvecklingen i Betzenweiler 1975–2015 | Befolkningsutvecklingen i Betzenweiler 1975–2015 |
| ------------------------------------------------ | ------------------------------------------------ | ------------------------------------------------ | ------------------------------------------------ | ------------------------------------------------ |
|                                                  |                                                  |                                                  |                                                  |                                                  |
| År                                               |                                                  |                                                  | Folkmängd                                        | Areal (ha)                                       |
| 1975                                             | 1975                                             |                                                  | 644                                              | 970                                              |
| 1980                                             | 1980                                             |                                                  | 635                                              |                                                  |
| 1985                                             | 1985                                             |                                                  | 636                                              |                                                  |
| 1990                                             | 1990                                             |                                                  | 635                                              |                                                  |
| 1995                                             | 1995                                             |                                                  | 655                                              |                                                  |
| 2000                                             | 2000                                             |                                                  | 726                                              |                                                  |
| 2005                                             | 2005                                             |                                                  | 722                                              |                                                  |
| 2010                                             | 2010                                             |                                                  | 698                                              |                                                  |
| 2015                                             | 2015                                             |                                                  | 742                                              |                                                  |
|                                                  |                                                  |                                                  |                                                  |                                                  |